# Þaralátursfjörður
Il Þaralátursfjörður è un piccolo e breve fiordo situato nella regione dei Vestfirðir, i fiordi occidentali dell'Islanda.

## Descrizione
Il Þaralátursfjörður è situato nella parte orientale della penisola di Hornstrandir. A est il promontorio di Þaralátursnes sporge nel mare e lo separa dal fiordo Reykjarfjörður nyrðri. A ovest la penisola di Furufjarðarnúpur separa il fiordo dal Furufjörður.
Il nome del fiordo in lingua islandese significa fiordo del covatoio delle alghe, con riferimento al luogo dove le foche danno alla luce i loro piccoli. La maggior parte della terra nel fiordo è priva di vegetazione e c'è una grande presenza di alghe artiche, cosa piuttosto rara nei fiordi occidentali.
Nel fiordo va a sfociare il fiume Þaralátursós, alimentato dall'acqua di disgelo del ghiacciaio Drangajökull.

## Insediamenti
Il Þaralátursfjörður non è mai stato densamente popolato, ma dopo che anche la fattoria Nes è stata abbandonata nel 1950, il fiordo è attualmente disabitato.

## Accesso
Non ci sono collegamenti stradali tra il Þaralátursfjörður e i fiordi vicini. Il Reykjafjörður, che si trova a est di Þaralátursfjörður, è un punto di partenza per gli escursionisti diretti alla penisola di Hornstrandir. Un sentiero escursionistico permette di andare da Þaralátursnes al Reykjafjörður.